# Proton Satria
Proton Satria (v druhé generaci nazvaný Proton Satria Neo) je malý automobil, který od roku 1992 vyrábí malajsijská automobilka Proton. Vůz se vyrábí pouze jako třídveřový hatchback.

## Proton Satria
První generace se vyráběla do roku 2005 a vycházela z Mitsubishi Colt. Vzhled vozu byl upraven, aby se podobal typu Proton Wira. Ve spolupráci s automobilkou Lotus vznikl sportovní model Proton Satria GTi. Tu poháněl motor z Mitsubishi Lancer GSR bez turbodmychadla. Dalším sportovním typem byla Satria R3, u které Lotus upravil i řízení.

### Motory
- 1,3 l
- 1,5 l
- 1,6 l glxi - 70 kW
- 1,8 l GTi – 103 kW

### Rozměry
- Délka – 3995 mm
- Šířka – 1710 mm
- Výška – 1365 mm
- Rozvor – 2440 mm
- Hmotnost – 1005 kg

## Proton Satria Neo

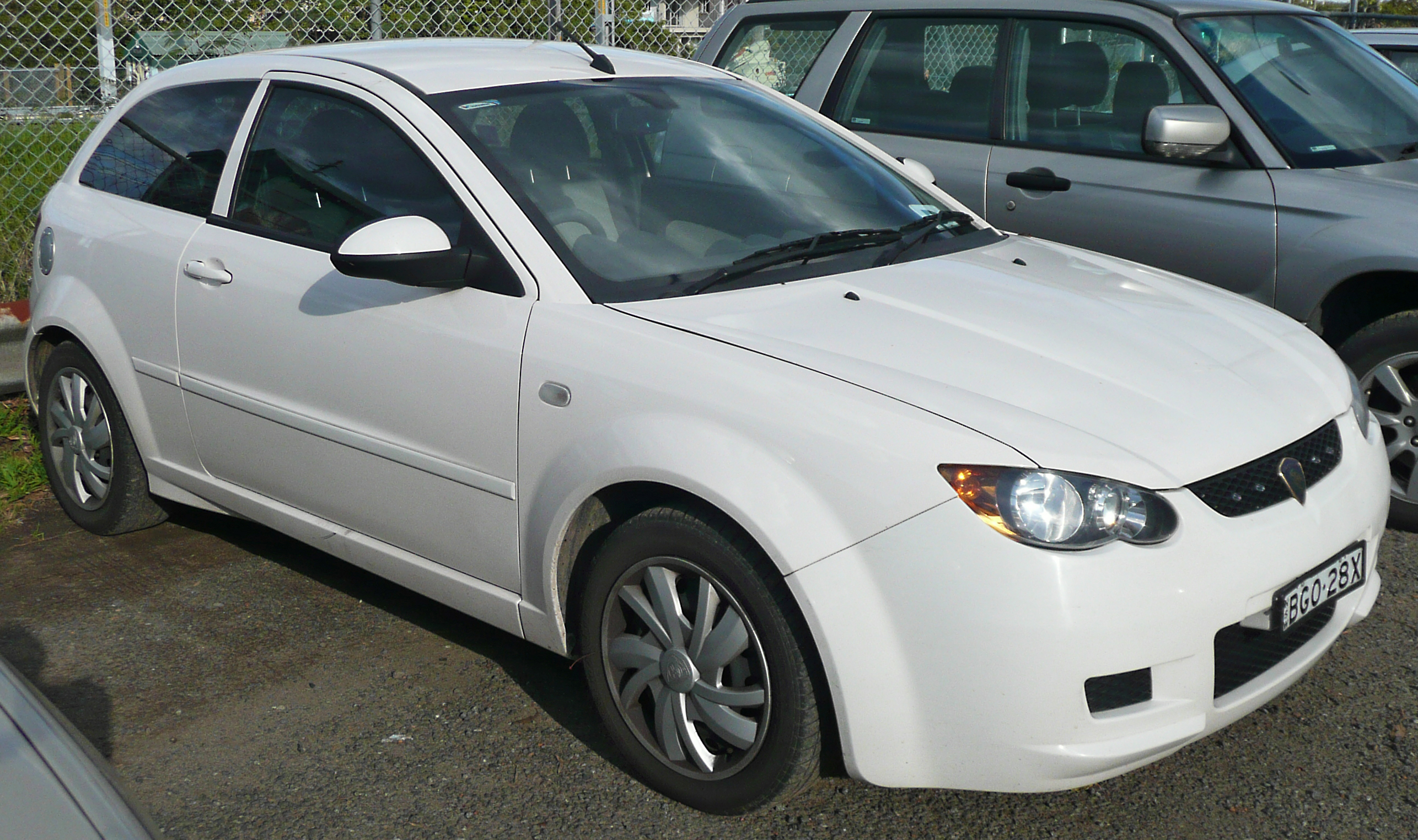
Proton Satria Neo

Druhá generace se vyrábí od roku 2006. Tu vyvinula automobilka Proton sama. Australský Top Gear používá tento vůz pro část „Celebrita v autě za rozumnou cenu“.

### Motory
- 1.3 L
- 1.6 L

### Rozměry
- Délka – 3905 mm
- Šířka – 1710 mm
- Výška – 1420 mm
- Rozvor – 2440 mm
- Hmotnost – 1146–1184 kg

## Závodní verze

### Proton Satria Neo S2000

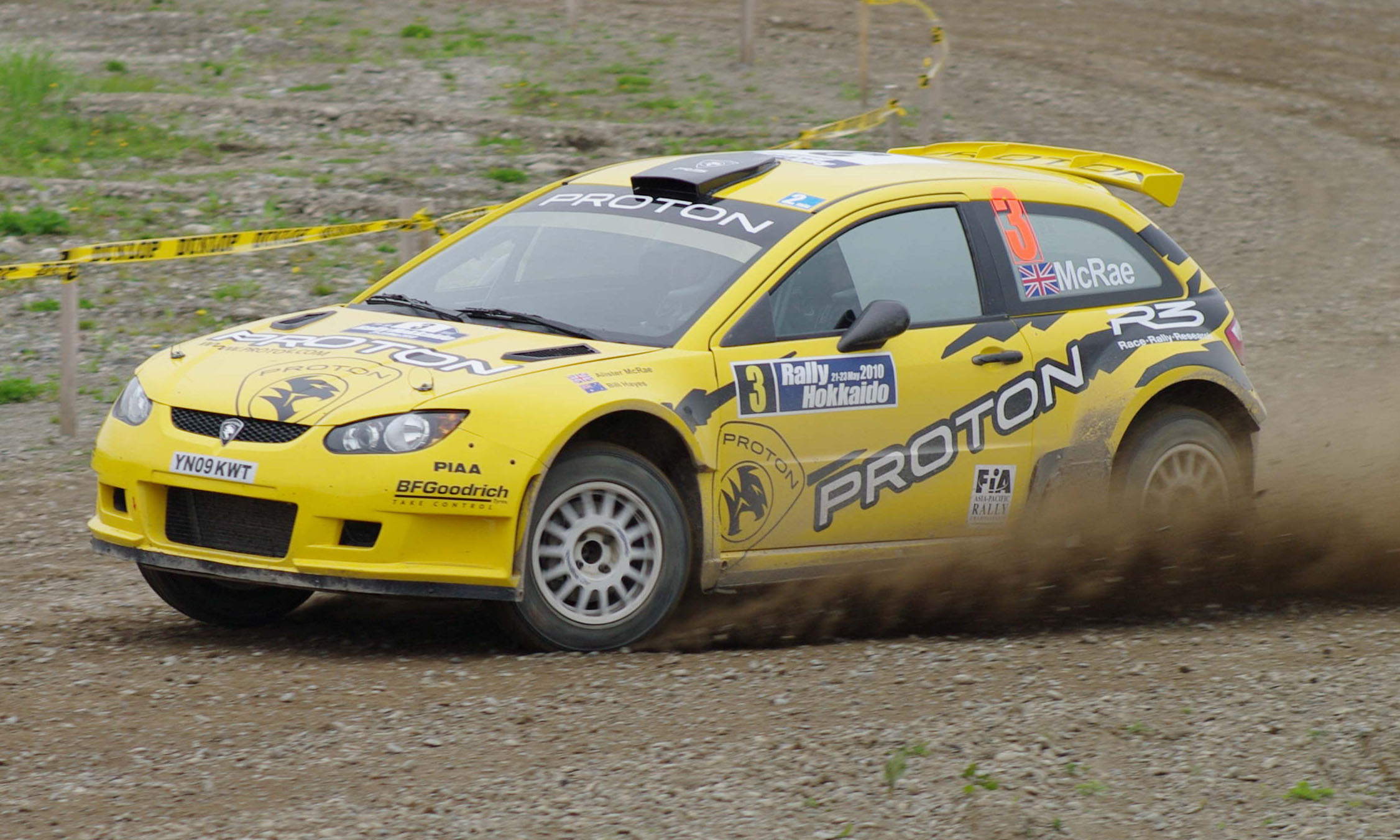
Proton Satria Neo S2000

Tento vůz pro kategorii Super 2000 vyvinuli společně Proton Motorpsort a společnost MEM. Tým se objevil na několika závodech Intercontinental Rally Challenge 2009 a Intercontinental Rally Challenge 2010 a plánoval absolvovat kompletní sezonu Intercontinental Rally Challenge 2011. Týmovými jezdci jsou Chris Atkinson, Per-Gunnar Andersson a Alister McRae. Vůz je vybaven celou řadou spoilerů. Uvnitř je ochranný rám z chrom-ocelových trubek.Všechna čtyři kola pohání čtyřválcový motor o objemu 1998 cm³. Výkon je 280 koní a kroutící moment 271 Nm. Šestistupňová sekvenční převodovka je od firmy Xtrac. Brzdy a spojka je jsou od firmy Alcon.
Rozměry
- Délka – 3905 mm
- Šířka – 1800 mm
- Rozvor – 2440 mm
- Hmotnost – 1150 kg

### Proton Satria Neo R3
Tento vůz je určen pro závody rallye v nové kategorii R3. Pohání ho motor o objemu 1,6 litru a výkonu 101 kW.